# 게자리 베타
게자리 베타(Beta Cancri)는 황도대별자리인 게자리에서 가장 밝은 항성이다. 이 별의 고유 명칭은 타르프(Tarf)이며, 발음은 /ˈtɑːrf/이다. 게자리 베타는 이 별의 바이어 명명법식 이름이다. 겉보기등급 +3.5로 육안으로 볼 수 있으며, 절대등급은 -1.2이다. 연주 시차 측정에 따르면 이 별은 태양계에서 303 광년 떨어져 있다. 시선속도 23 km/s로 점차 멀어지고 있다. 외계 행성인 게자리 베타 b가 이 별을 공전하는 것으로 추정된다.
게자리 베타는 시각 동반성이 등재되어 있으며, 둘을 합쳐 WDS J08165+0911로 지정된다. 그러나 동반성이 중력적으로 묶여 있는지 여부는 확실하지 않다. 주성인 게자리 베타는 WDS J08165+0911A로 지정된다. 동반성은 WDS J08165+0911B로 지정된다.

## 명명법
게자리 베타(라틴어화: Beta Cancri)는 이 별의 바이어 명명법식 이름이다. 이 명칭은 β Cancri에서 로마자화되었으며 Beta Cnc 또는 β Cnc로 약칭된다. WDS J08165+0911A는 워싱턴 이중성 카탈로그에서의 명칭이다.
이 별은 "타르프"(영어화된 Altarf)라는 전통적인 이름을 가지고 있었는데, 이는 아랍어로 "끝" 또는 "가장자리"로 번역할 수 있다. 2016년에 국제천문연맹(IAU)은 항성들의 고유 명칭을 목록화하고 표준화하기 위해 항성명칭 실무그룹(WGSN)을 조직했다. WGSN은 2018년 6월 1일 게자리 베타의 이름으로 타르프를 승인했으며, 현재 IAU 승인 항성 명칭 목록에 포함되어 있다.

## 특성

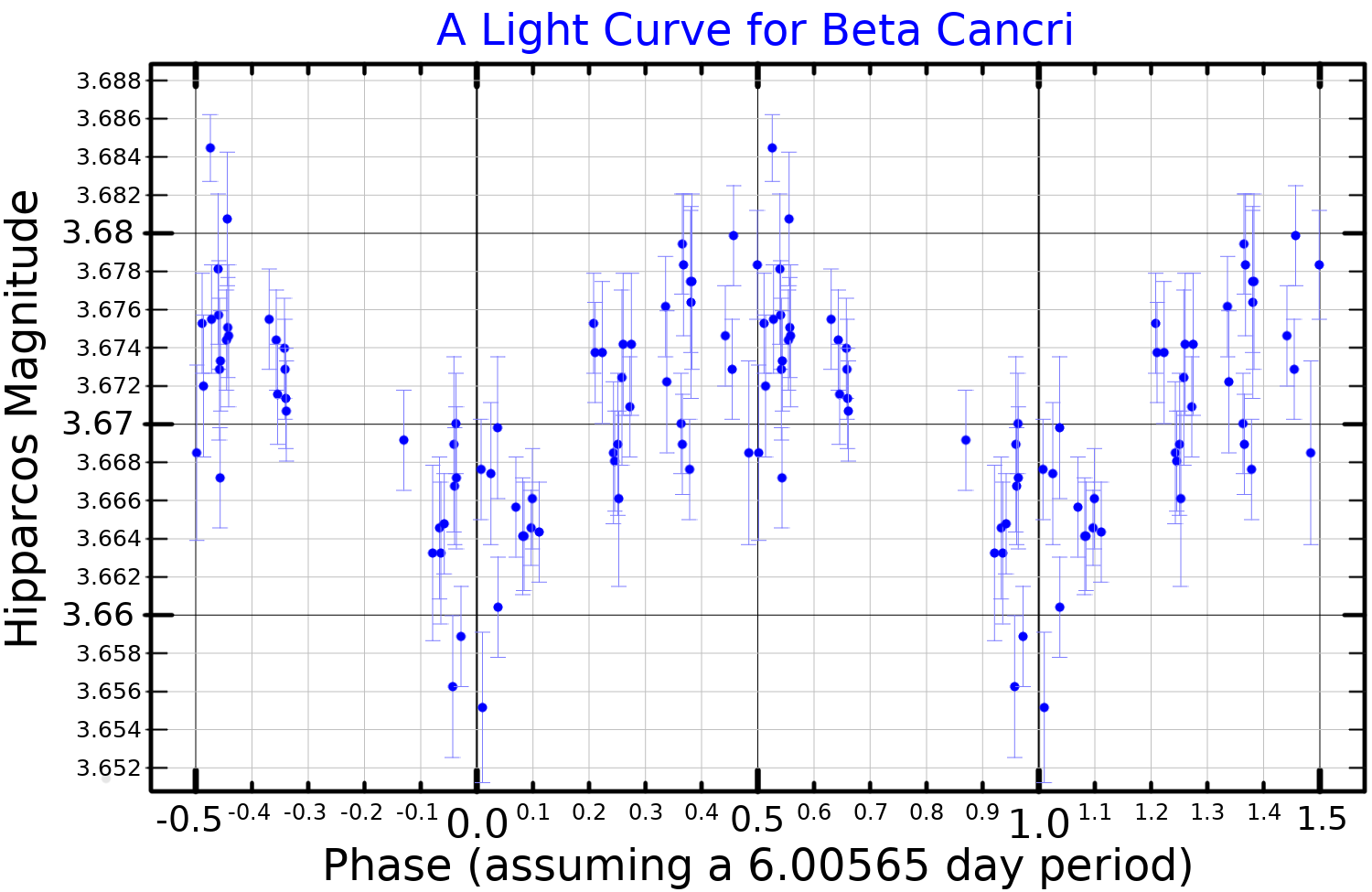
히파르코스 데이터로 그린 게자리 베타의 광도곡선

게자리 베타는 항성분류 K4III Ba1을 갖는 오렌지색 K형 거성이다. 접미사 표기는 이 별이 바륨별임을 나타내는데, 이는 바륨의 풍부도가 높아진 차가운 거성 유형이다. 약 19억 년으로 추정되는 이 별은 태양질량의 1.7배이며, 태양반경의 52배까지 팽창했다. 이 별은 광구에서 4,094K의 유효온도로 태양 광도의 약 677배를 방출하고 있다.
이 별은 밝기가 약간 변하는 것으로 추정된다. 코엔(Koen)과 로랑(Laurent)은 게자리 베타의 히파르코스 데이터를 분석하여 해당 데이터 세트에서 밝기가 6.00565일의 주기 동안 0.0054등급의 진폭으로 변하는 것을 발견했다.
공동 운동 동반성은 14등급의 적색 왜성이다. 29.5 각초의 각분리로부터 동반성이 게자리 베타로부터의 거리는 최소 2,740 AU이다. 만약 이들이 이중성계를 이룬다면 공전 주기는 최소 76,000년이다.

## 행성계
2014년 게자리 베타를 공전하는 행성의 증거가 제시되었다. 별의 반복 관측에서 얻은 시선속도 데이터를 사용하여 행성은 목성 질량의 약 7.8배의 최소 질량과 605일의 공전 주기를 갖는 것으로 추정된다.
| 동반 천체 (별로부터의 순서) | 질량       | 장반경 (AU) | 공전 주기 (날s) | 이심률    | 경사 | 반지름 |
| --------------------------- | ---------- | ----------- | --------------- | --------- | ---- | ------ |
| b                           | 7.8±0.8 MJ | 1.7±0.1     | 605.2±4.0       | 0.08±0.02 | —    | —      |

## 같이 보기
- 알파드 - 비슷한 거성
- 프로키온 - 하늘에서 게자리 베타와 가까운 곳에 위치
- 알기에바 - 외계 행성이 있는 또 다른 거성